# Дерріл Занук
Дерріл Френсіс Занук (англ. Darryl Francis Zanuck; 5 вересня 1902 — 22 грудня 1979) — американський продюсер, сценарист, режисер та актор, який відіграв помітну роль у становленні та розвитку американської кіноіндустрії.

## Біографія
Дерріл Френсіс Занук народився в невеликому містечку в Небрасці в сім'ї керуючого готелем. Його предки були вихідцями зі Швейцарії, тому він виховувався в протестантських традиціях. У шестирічному віці Занук з матір'ю переїхав до Лос-Анджелесу, де клімат був більш сприятливий для її поганого здоров'я. Там же, через два роки, він вперше з'явився в кіно в епізодичній ролі, але його батько несхвально прийняв це, і Занук довелося повернутися в Небраску.
У 1918 році, у 16 років, він збрехав рекрутам про свій вік і вступив до армії США, і в наступні роки Першої світової війни воював у лавах Національної гвардії штату Небраска у Франції. Після закінчення війни Занук повернувся на батьківщину, де перший час без особливого успіху пробував себе як сценарист. Свій перший сценарій йому вдалося продати в 1922 році режисерові Вільяму Расселу, а його другий твір набув Ірвінг Тальберг. Після успішного співробітництва з Маком Сеннетом Занук вдалося отримати роботу на студії «Warner Bros.», де він надалі написав понад 40 сценаріїв з 1924 по 1929 рік, у тому числі для фільмів з Рін Тін Тином. У 1929 році він зайняв одну з управлінських посад на студії, а в 1931 році вже керував кіновиробництвом.

## 20th Century Fox
У 1933 році Дерріл Занук спільно з Джозефом Шенком, колишнім керівником компанії «United Artists», і Вільямом Гетцем заснував кіностудію «20th Century Pictures», яка через два роки злилася з «Fox Film Corporation», утворивши корпорацію «20th Century Fox». Президентом компанії став Джозеф Шенк, а Занук зайняв крісло віцепрезидента, активно беручи участь і керуючи кіновиробництвом нової студії.
Для Дерріла Занука, як, втім і для багатьох інших кіномагнатів того часу, позашлюбні любовні зустрічі були своєрідним ритуалом. З 1924 року він був одружений з актрисою Вірджинією Фокс, якій доводилося терпіти численні зв'язки чоловіка. У 1984 році британський журналіст Леонард Мослі опублікував біографію Занука, в якій розповідав про час любовних утіх знаменитого кіномагната, яким кожен день відводилося час з 16:00 до 16:30. За словами сучасників Деррілу Зануку постійно підбирали нових юних старлеток, і якщо вони відмовлялися від зв'язку з ним, то на їхній кар'єрі ставився хрест.

### На церемонії «Оскар» в 1947 році

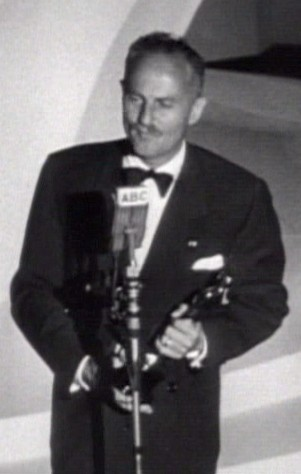
Дерріл Занук на церемонії Оскар

У 1950 році він покинув «20th Century Fox», щоб зосередити зусилля на виробництві незалежного кіно в Європі, куди в 1956 році, після розлучення з дружиною, він переїхав. Багато з пізніх його фільмів були зняті з метою розвитку кар'єри його європейських коханок, серед яких французькі актриси Белла Дарвін, Ірина Демік і Жіневьев Жілль, а також співачка Жюльєтт Греко.
У 1962 році Дерріл Занук повернувся до управління на студії «20th Century Fox», де в тому ж році виступив продюсером масштабної військової драми «Найдовший день», що отримала в результаті дві премії «Оскар». Будучи найвпливовішою людиною на студії, він узяв на одну з керівних посад свого сина, Річарда Д. Занук, який в 1969 році через конфлікт з батьком пішов у «Warner Bros.».
На початку 1970-х на студії «20th Century Fox» розпочалася боротьба за владу, в ході якої, в травні 1971 року, Дерріл Занук був змушений покинути своє дітище.
Його внесок у розвиток американської кіноіндустрії був відзначений зіркою на Голлівудській алеї слави. Крім цього він тричі удостоювався Нагороди імені Ірвінга Тальберга від Американської кіноакадемії в 1938, 1945 і 1951 році.

## Смерть
Дерріл Ф. Занук помер від раку в Палм-Спрінгс, Каліфорнія, в 1979 році у віці 77 років, похований на цвинтарі Вествуд.

## Премії Американської кіноакадемії
- 1929—1930 Номінація Премія «Оскар» за найкращий фільм «Дізраелі»
- 1932—1933 Номінація Премія «Оскар» за найкращий фільм «42-га вулиця»
- 1934 Номінація Премія «Оскар» за найкращий фільм «Будинок Ротшильдів»
- 1935 Номінація Премія «Оскар» за найкращий фільм «Знедолені»
- 1936 Номінація Премія «Оскар» за найкращий фільм «Ромео і Джульєтта»
- 1937 Номінація Премія «Оскар» за найкращий фільм «У старому Чикаго»
- 1938 Номінація Премія «Оскар» за найкращий фільм «Регтайм-бенд Олександра»
- 1940 Номінація Премія «Оскар» за найкращий фільм «Грона гніву»
- 1941 Перемога Премія «Оскар» за найкращий фільм «Якою зеленою була моя долина»
- 1944 Номінація Премія «Оскар» за найкращий фільм «Вільсон»
- 1946 Номінація Премія «Оскар» за найкращий фільм «Лезо бритви»
- 1947 Перемога Премія «Оскар» за найкращий фільм «Джентльменська угода»
- 1949 Номінація Премія «Оскар» за найкращий фільм «На 12:00 нагору»
- 1950 Перемога Премія «Оскар» за найкращий фільм «Все про Єву»
- 1962 Номінація Премія «Оскар» за найкращий фільм «Найдовший день»